# Jättenattljus
Jättenattljus (Oenothera glazioviana) är en art i familjen dunörtsväxter. Arten förekommer inte vild i den vanliga bemärkelsen utan har uppstått i Europa genom hybridisering av två odlade arter. Hybriden är genetiskt stabil och räknas därför som en ny art.
Jättenattljus liknar nattljus (O. biennis), men har större blommor och längre pip. Pistillens märke är längre än ståndarna på en fullt utslagen blomma och befruktning sker vanligen genom korspollinering. Hos nattljus är märket i samma nivå som ståndarna.

## Olja
När blomman vissnar ersätts den med fröskida med värdefulla frön, vilket man kan extrahera den till naturmedelsoljan vars namn är Jättenattljusolja, fröna kallpressas varsamt utan tillsatser, i låg temperatur, förlorar då ej sin effekt och viktiga näringsämnen. Sitt rika innehåll av den essentiella fettsyran GLA (gammalinolensyra), som har betydelse för många viktiga kroppsfunktioner.

## Synonymer
- Oenothera erythrosepala (Borbás) Borbás
- Onagra erythrosepala Borbás.

## Externa länkar

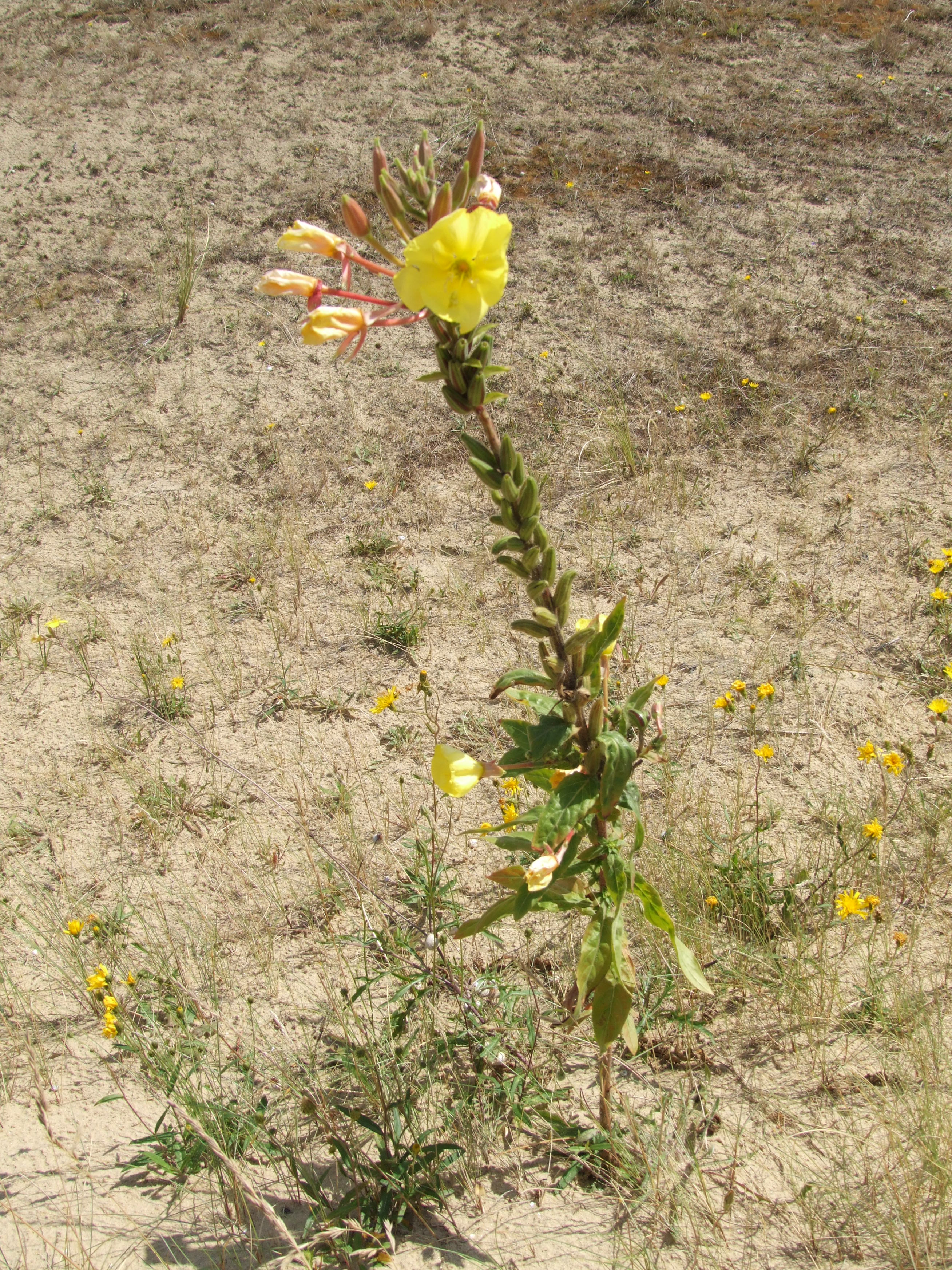
Oenothera glazioviana, Dune du Perroqut

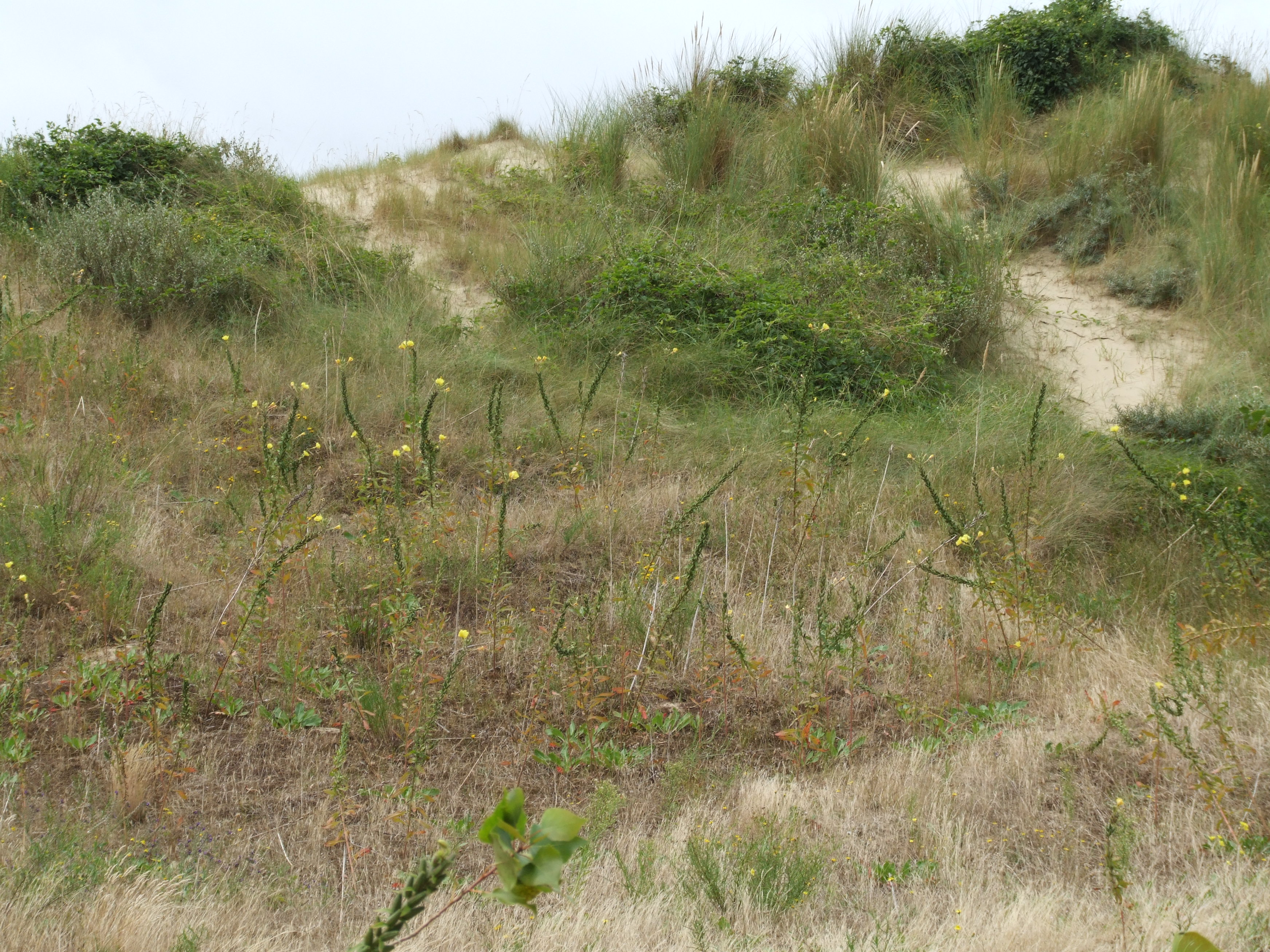
Oenothera glazioviana, Dune du Perroquet, Bray-Dunes